# Masaya (miasto)
Masaya – miasto w Nikaragui, położone między jeziorami Managua i Nikaragua, u stóp wulkanu Masaya, na wschodnim brzegu jeziora Masaya. Leży w odległości około 45 km na południowy wschód od stolicy kraju Managui. Współrzędne geograficzne: 11°58′32″N 86°06′00″W/11,975556 -86,100000. Ośrodek administracyjny departamentu Masaya. Czwarte pod względem ludności miasto Nikaragui. Ludność: 89,0 tys. mieszkańców (1995).
Stanowi ważny ośrodek miejski dla rolniczego zaplecza, wyspecjalizowanego w uprawie tytoniu. Ośrodek rzemiosła i turystyki.

## Współpraca
Miejscowości partnerskie:
- Belo Horizonte, Brazylia
- Leicester, Wielka Brytania
- Nijmegen, Holandia
- Ottignies-Louvain-la-Neuve, Belgia